# Гертерих, Иоганн Каспар
Иоганн Каспар Ге́ртерих (нем. Johann Caspar Herterich; 3 апреля 1843, Ансбах — 26 октября 1905, Мюнхен) — немецкий художник и педагог.

## Биография
Иоганн Каспар Гертерих родился в семье скульптора, медальера и реставратора Франца Гертериха (1798—1876). Младший брат Иоганна Каспара Людвиг также был известным живописцем. Решив стать художником, юный Иоганн Каспар приезжает в Мюнхен, где становится учеником таких мастеров, как Филипп Фольц и Карл Теодор фон Пилоти. В 1882 году он принимается преподавателем, а в 1884 — профессором класса пейзажа в Мюнхенскую Королевскую академию художеств. Среди его учеников были Бенно Элькан, Иосиф Изер, Макс Слефогт, Теодор Боненбергер, Л. О. Пастернак, Ш. Г. Коган. Давал в Мюнхене уроки рисования также своему брату Людвигу.
И. К. Гертерих как живописец писал свои полотна по исторической, религиозной и жанровой тематике, был автором ряда портретов.

## Галерея

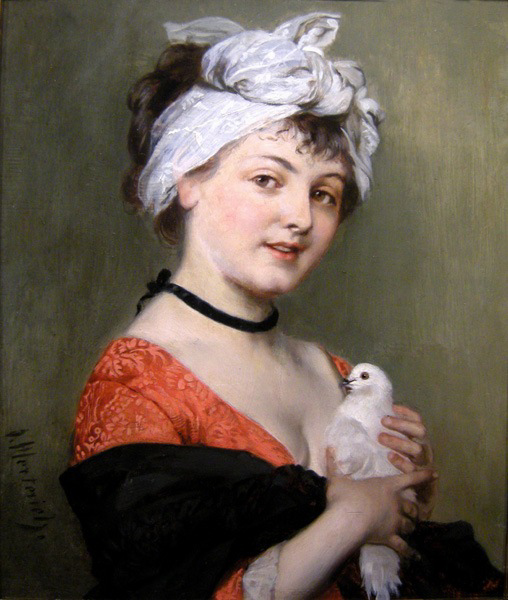
Девушка с голубем
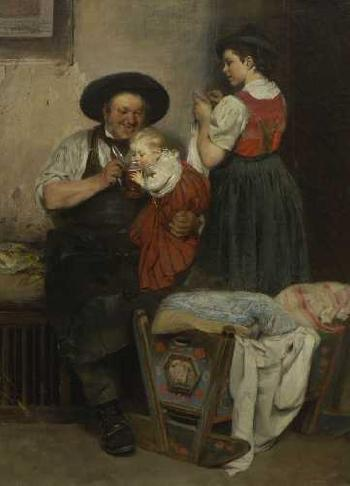
Ученье смолоду
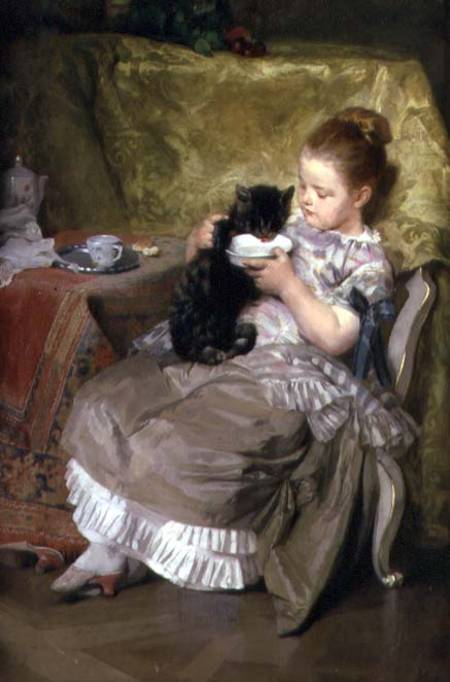
Девочка с котёнком
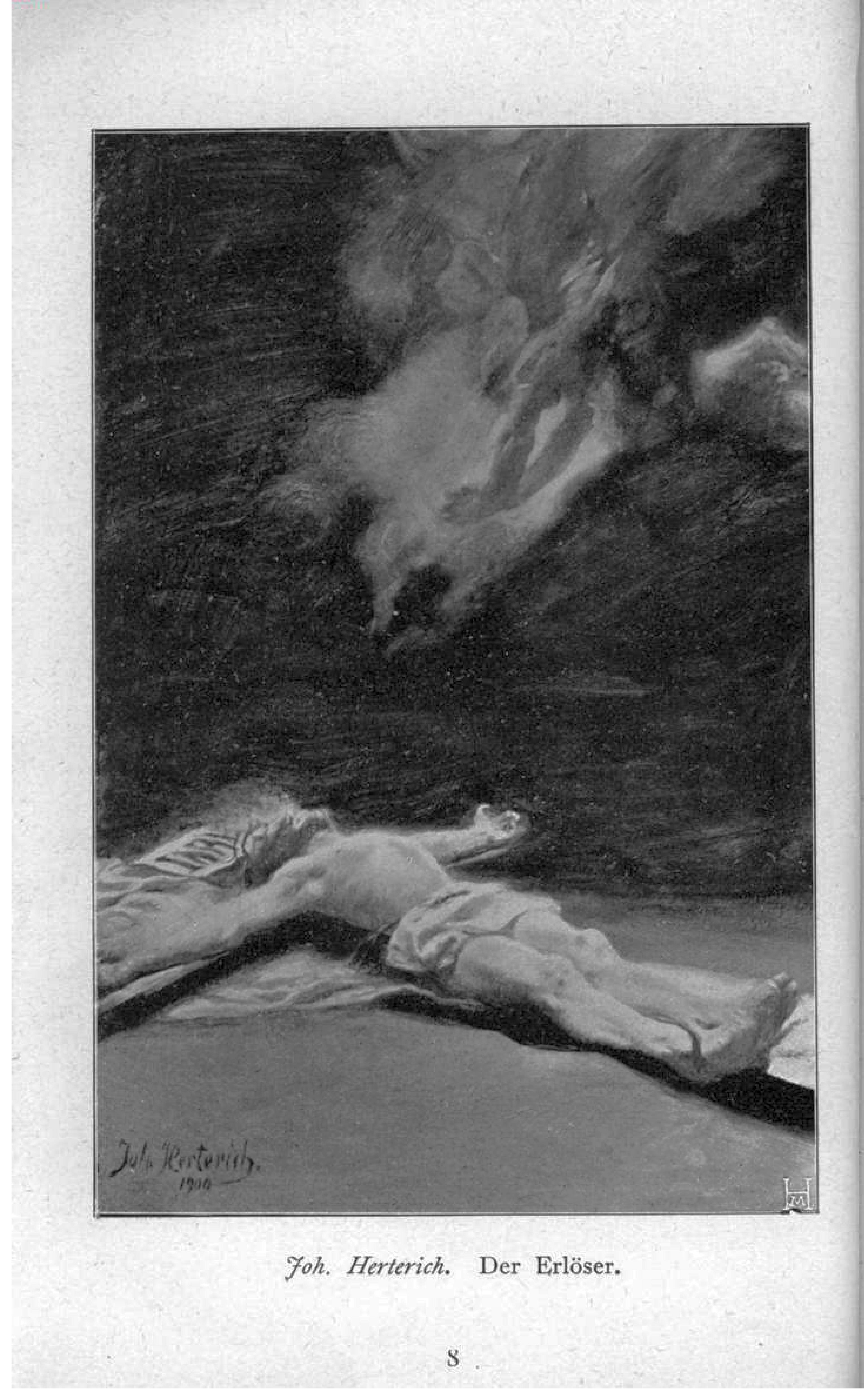
Спаситель (1900).